# Дёршайд
Дёршайд (нем. Dörscheid) — община в Германии, в земле Рейнланд-Пфальц. 
Входит в состав района Рейн-Лан. Подчиняется управлению Лорелай.  Население составляет 407 человек (на 31 декабря 2010 года). Занимает площадь 8,65 км².